# Poplavî, Pidhaiți
Poplavî (în ucraineană Поплави) este localitatea de reședință a comunei Poplavî din raionul Pidhaiți, regiunea Ternopil, Ucraina.

## Demografie
Componența lingvistică a localității Poplavî
     Ucraineană (99,75%)
     Alte limbi (0,25%)
Conform recensământului din 2001, majoritatea populației localității Poplavî era vorbitoare de ucraineană (99,75%), existând în minoritate și vorbitori de alte limbi.